# Schefflera lawranceana
Schefflera lawranceana là một loài thực vật có hoa trong Họ Cuồng cuồng. Loài này được (Prain) R.Vig. miêu tả khoa học đầu tiên năm 1909.